# Osmosis (série télévisée, 2019)
Pour les articles homonymes, voir Osmosis.
Osmosis est une série de science-fiction française, diffusée sur Netflix depuis le 29 mars 2019.
Elle est inspirée de la web-série du même nom, diffusée sur Arte en 2015.

## Synopsis
Dans un futur proche, il est désormais possible de "déchiffrer le code du véritable amour". Grâce aux données personnelles de ses utilisateurs, obtenues via des micro-robots implantés dans leurs cerveaux, la nouvelle application OSMOSIS garantit avec certitude de trouver le partenaire amoureux idéal, et transforme le rêve ultime de trouver l'âme sœur en réalité. Mais y a-t-il un prix à payer lorsqu'on laisse un algorithme choisir l'homme ou la femme de notre vie ?

## Fiche technique
- Titre original : Osmosis
- Création : Audrey Fouché, d'après la web-série du même nom, créée par Louis, William et Gabriel Chiche
- Scénario : Anne Badel, Aurélie Belko, José Caltagirone, Sylvie Chanteux, Thomas Finkielkraut, Éric Forestier, Olivier Fox, Simon Jablonka, Anne et Marine Rambach
- Réalisation : Pierre Aknine (épisodes 3, 4, 7 et 8), Mona Achache (épisodes 5 et 6) et Julius Berg (épisodes 1 et 2)
- Direction artistique :
- Décors : Erwan Le Floc'h
- Costumes : Tamara Hinojosa
- Maquillage : Mabi Anzalone et Frédérique Ney
- Photographie : Jean-François Hensgens et Julien Bureau
- Son :
- Montage : Sarah Anderson
- Musique :
- Production : Capa Drama (Claude Chelli, Sarah Aknine et Aude Albano)
- Sociétés de production : Capa Drama et Netflix
- Sociétés de distribution : Netflix
- Budget :
- Pays d'origine : France
- Langue originale : Français
- Format :
- Caméras :
- Genre : science-fiction
- Durée : 8 X 40 minutes
- Dates de sortie : 29 mars 2019 sur Netflix
- Classification :

## Distribution
- Agathe Bonitzer : Esther Vanhove
- Hugo Becker : Paul Vanhove
- Gaël Kamilindi : Gabriel
- Yuming Hey : Billie
- Manoël Dupont : Niels Larsen
- Stéphane Pitti : Lucas Apert
- Luna Silva : Ana Stern
- Philypa Phoenix : Joséphine Vanhove
- Fabien Ducommun : Antoine
- Lena Laprès : Claire
- Vincent Renaudet : Martin
- Jeremy Lewin : Romeo
- Jimmy Labeeu : Ilyes
- Lionel Lingelser : Leopold
- Waly Dia : Simon
- Suzanne Rault-Balet : Swann
- Aurélia Petit : Louise Vanhove
- Laure-Lucile Simon : Eloan
- Dimitri Storoge : Mathieu Christo
- Pierre Hancisse : Samuel Khan
- Sarah-Jane Sauvegrain : Romy
- Camille-François Nicol : Tom
- Emilie Roumy : Esther Enfant
- Arnaud Simon : Pierre Larsen
- Clémence Boisnard : Théa
- Viktor Klépal : Paul Enfant
- Christelle Cornil :  Cécile Larsen
- Romane Rohmer :  Esther 10 Ans
- Sabrina Aliane :  Malia
- Aubin Risse :  Paul 13 Ans
- Guillaume Duhesme :  Policier
- Bob Martet :  Agent Moreau
- Brieuc Leguern :  Jean
- Didier Sauvegrain :  Le Chasseur
- Salomé Partouche :  Juliette
- Chloé Renaud :  Technicienne Moreau
- Margot Marie Ménéguz :  Femme Témoignage
- Diong-Kéba Tacu :  Souleymane

## Épisodes
| No | Titre             | Réalisé par   | Écrit par                                 | Original release date |
| -- | ----------------- | ------------- | ----------------------------------------- | --------------------- |
| 1  | Le test           | Julius Berg   | Anne Rambach et Marine Rambach            | 29 mars 2019          |
| 2  | L'âme sœur        | Julius Berg   | Anne Rambach et Marine Rambach            | 29 mars 2019          |
| 3  | Les complications | Pierre Aknine | Anne Rambach et Marine Rambach            | 29 mars 2019          |
| 4  | La crise          | Pierre Aknine | Anne Rambach et Marine Rambach            | 29 mars 2019          |
| 5  | La trahison       | Mona Achache  | Olivier Fox                               | 29 mars 2019          |
| 6  | La séparation     | Mona Achache  | Éric Forestier                            | 29 mars 2019          |
| 7  | La rédemption     | Pierre Aknine | Anne Badel et Aurélie Belko               | 29 mars 2019          |
| 8  | La renaissance    | Pierre Aknine | Anne Badel, Éric Forestier et Olivier Fox | 29 mars 2019          |